# 日産車体
日産車体株式会社（にっさんしゃたい、英: NISSAN SHATAI CO., LTD.）は、神奈川県平塚市に本社を置く、日産自動車グループの完成車メーカー。春光グループの春光会の会員企業である。プラントコードは「X」。
前身は1937年創立の日本航空工業（1941年には合併により日本国際航空工業）であり、太平洋戦争時まで航空機を製造していた。
2025年時点の生産能力は15万台であるが、湘南工場の稼働率は4割程度と低迷した。同年7月15日、日産は湘南工場に委託している車両の生産を2026年度内に終了すること発表した。この発表について日産車体側は、「車両の生産委託の可能性を模索しつつ、特装車・サービス部品の生産をはじめとするサポート事業を担うことも視野に入れ、従業員の雇用を最優先にあらゆる可能性を検討していく」としている。

## 事業所
- 本社・湘南工場第2地区 - 神奈川県平塚市堤町2-1
- テクノセンター - 神奈川県平塚市大神2909
- 秦野事業所 - 神奈川県秦野市堀山下233
- 京都分室[7] - 京都府宇治市大久保町西ノ端1-1
- 栃木分室 - 日産自動車栃木工場内
- 追浜分室 - 日産自動車追浜工場内
- 日産車体九州株式会社工場 - 福岡県京都郡苅田町新浜町1-3

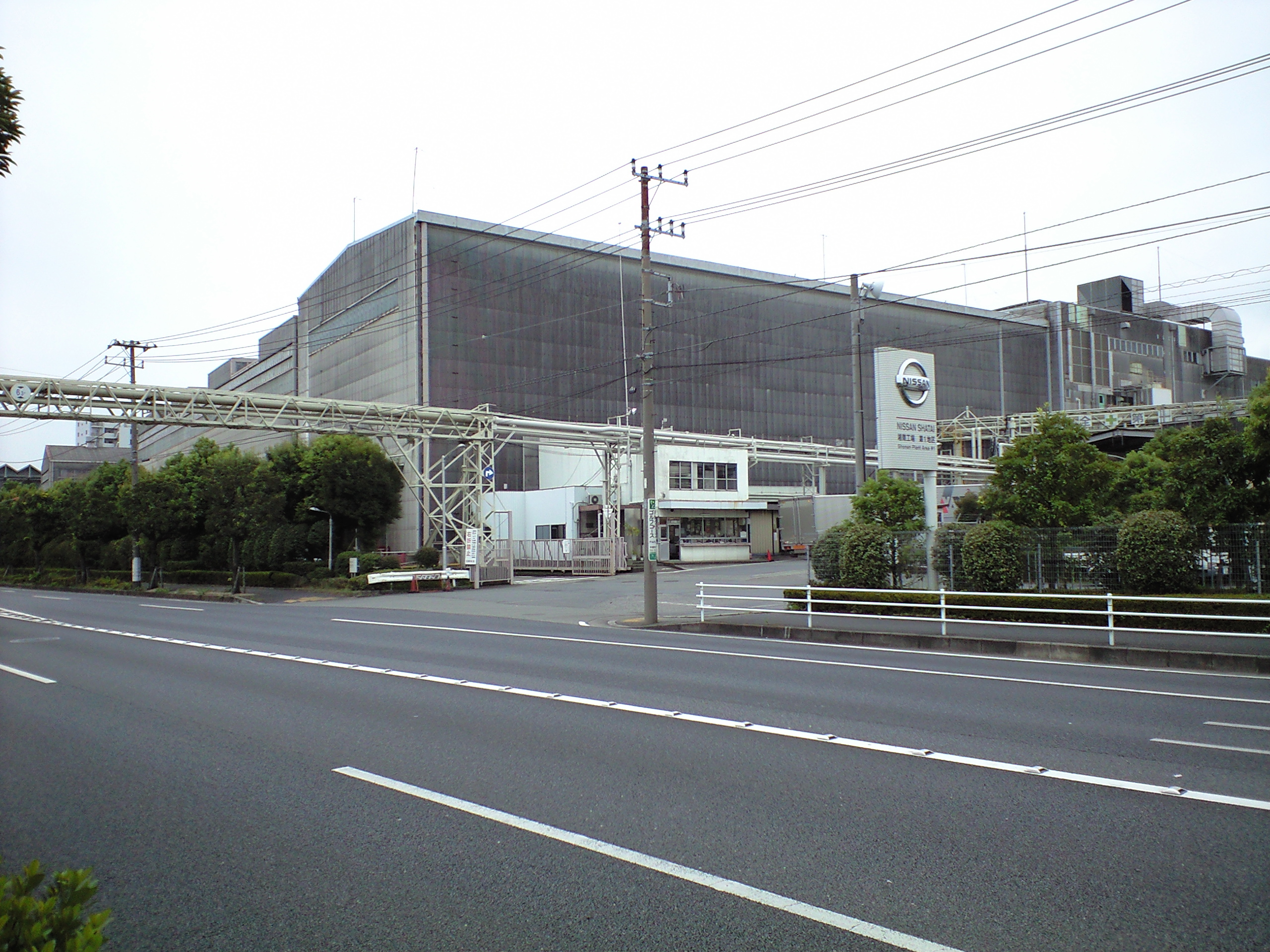
日産車体湘南工場第1地区（旧・本社所在地）

## 沿革
- 1937年（昭和12年） - 「日本航空工業」設立。
- 1941年（昭和16年） - 國際工業との合併により、「日本國際航空工業」が誕生。
- 1944年（昭和19年）10月 - 満洲証券取引所上場。
- 1946年（昭和21年）
  - 2月 - 日本國際航空工業を「日國工業」へ改称。鉄道車両、自動車車体の製造へ業態転換。
  - 11月 - 同社初のバスボディー完成。
- 1947年（昭和22年）
  - 5月 - 戦災復旧車、東京都電6000形第1号完成（平塚）。
  - 7月 - 日本初の超大型トレーラーバス（日野・T11B＋T25）を発表（平塚）。
- 1949年（昭和24年） - 「新日国工業」設立。日國時代の事業を引き継ぐ。
- 1951年（昭和26年）
  - 6月 - 日産自動車と提携。
  - 9月 - 日産・パトロール（4W60型）生産開始（平塚）。
- 1956年（昭和31年）4月 - ダットサン・ピックアップ（ダブルシートのU123型）の生産開始（京都）。
- 1960年（昭和35年）11月 - キャブオールマイクロバス（GC140型）の生産を開始（京都）。
- 1961年（昭和36年） - 新日国工業が東証・大証一部上場。
- 1962年（昭和37年）
  - 1月 - 事業内容の変化に伴い、新日国工業を「日産車体工機」に改称。
  - 7月 - 日産車体工機が日国工業を吸収合併。
- 1963年（昭和38年）
  - 9月 - フェアレディ（SP310型）生産開始（平塚）。
  - 10月 - エコー（GHC141型）発表（京都）。
- 1965年（昭和40年）6月 - 平塚第2地区新工場完成。
- 1969年（昭和44年）
  - 3月 - 京都新工場完成。
  - 10月 - フェアレディZ（S30型）生産開始（平塚）。
- 1971年（昭和46年）6月 - 「日産車体株式会社」に商号変更。
- 1972年（昭和47年）12月 - キャラバン （E20型）生産開始（平塚）。
- 1978年（昭和53年）8月 - フェアレディZ（S130型）生産開始（平塚）。
- 1982年（昭和57年）8月 - プレーリー（M10型）生産開始。
- 1983年（昭和58年）9月 - フェアレディZ（Z31型）生産開始（平塚）。
- 1989年（平成元年）
  - 1月 - エスカルゴ（G20型）生産開始。
  - 7月 - フェアレディZ（Z32型）生産開始（平塚）。
- 時期不詳 - 少量生産となった180SXを高田工業より引き継ぎ、セル生産方式で生産開始。
- 2001年（平成13年）
  - 3月 - 京都工場量産車製造ライン閉鎖。量産車生産ラインを湘南工場に移転。
  - 4月 - 旧京都工場を子会社のオートワークス京都とし、特装車・マイクロバスの生産を移管。
- 2007年（平成19年）
  - 5月 - 福岡県京都郡苅田町の日産自動車九州の敷地内に子会社の日産車体九州株式会社を設立。
- 2009年（平成21年）4月 - 日産車体九州の新工場完成。
- 2014年（平成26年）4月 - 平塚市天沼10-1の湘南工場第1地区から現在地に本社移転。
- 2021年（令和3年）6月 - オートワークス京都での車両製造を終了。コンバージョン事業に特化。[8]
- 2023年（令和5年）10月 - 東京証券取引所スタンダード市場へ市場変更。
- 2025年（令和7年）1月 - 主力車種である日産・ADの生産を同年11月を目処に終了することを関係各社に通知[9]。

## 製造車種
現行
- AD
- NV200バネット

## 連結子会社
- 日産車体九州
- 日産車体マニュファクチュアリング
- 日産車体エンジニアリング
- オートワークス京都
- 日産車体コンピュータサービス
- プロスタッフ